# Eucalyptus cyclostoma
Eucalyptus cyclostoma là một loài thực vật có hoa trong Họ Đào kim nương. Loài này được Brooker mô tả khoa học đầu tiên năm 1981.